# صعوه آلتایی
صعوه آلتایی (نام علمی: Prunella himalayana) نام یک گونه از راسته گنجشک‌سانان است.

## نگارخانه

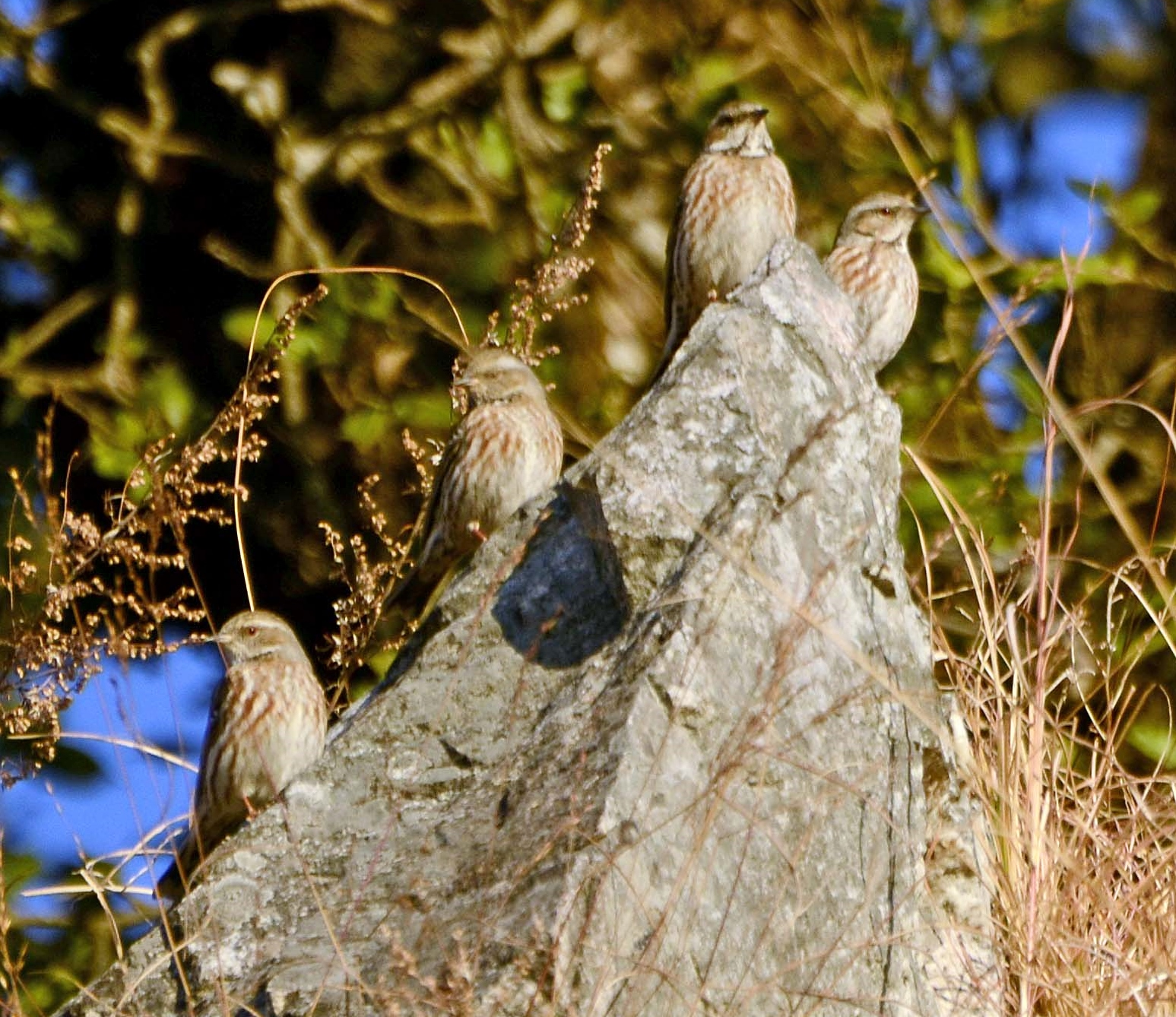
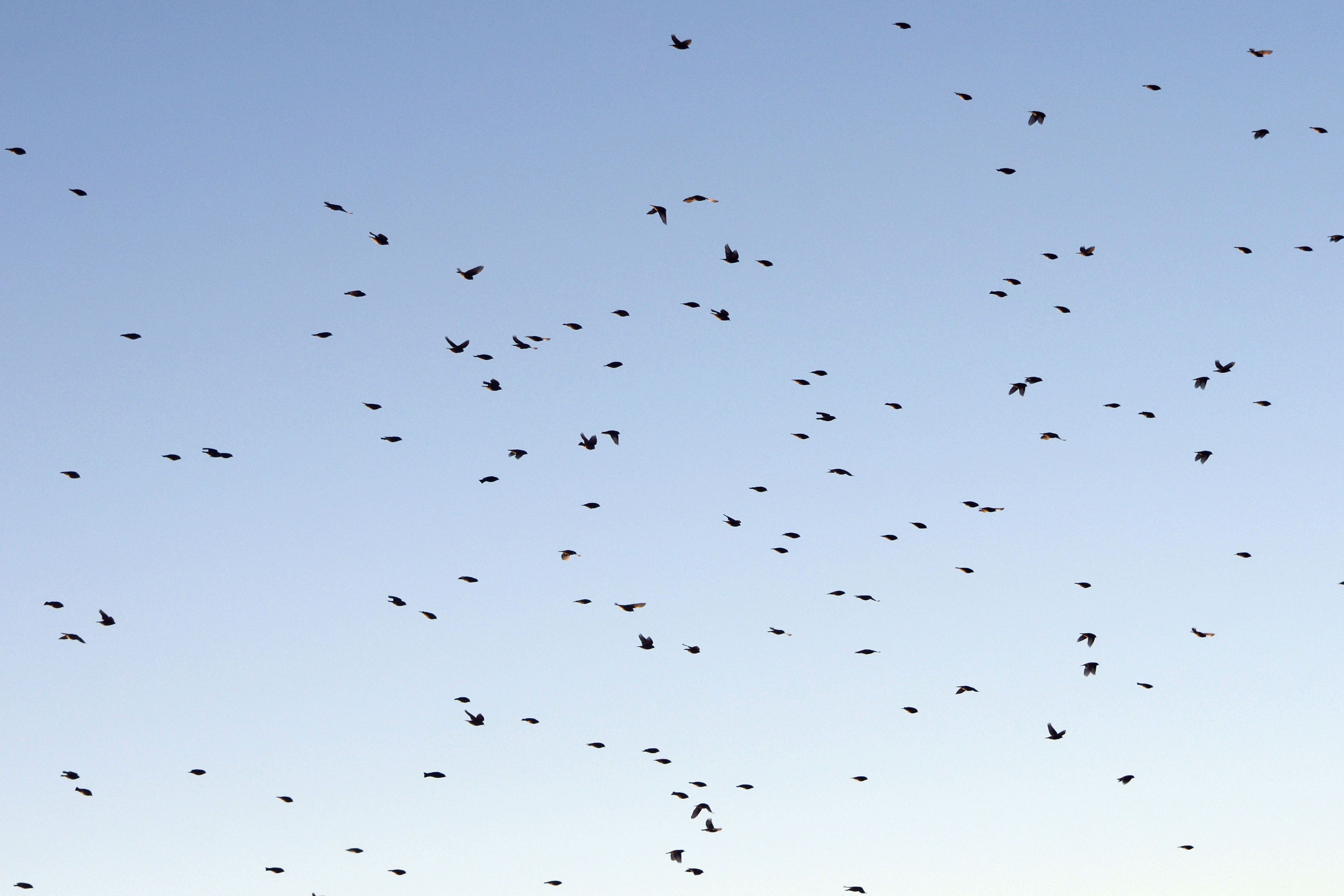